# Klöfverfelt
Klöfverfelt var en svensk adelsätt som adlades 1647, introducerades på Sveriges Riddarhus 1652 som adlig ätt nummer 407, och som utslocknade 1761. Genom Anders Christoffer Laurin (1718-1788) som 1776 adopterades på sin avlidne svärfars adlig ätt och nummer återupplivades ätten 1770 och introducerades 1776, men även denna gren, som hade gemensamt ursprung med adliga ätterna Laurin, och Lagerström, är utdöd.
Vapen: en kluven sköld, i det högra fältet stolpvis tre klöverblad, och en halv fläkt örn till vänster.
Stamfadern Herman Klebius till Neukloster i Bremen, invandrade till Sverige och blev drottning Christinas livmedikus. Han adlades 1647, men återvände till Bremen efter 1660, där han blev lantråd. Ättlingar till honom bodde i Sverige, och hans sonson Gustaf Adolf till Björnskog och Brunseryd blev fången vid Perevolotjna 1709 varifrån han hemkom 1722.
1. Catharina Elisabet, död som spädbarn.
2. Regina Lovisa var gift med Anders Christoffer Laurin (1718-1788) adlad och adopterad Klöfverfelt. Deras son Carl Christoffer , löjtnant vid amiralitetet, reste ur riket och slöt troligen ätten på svärdssidan.